# Yuri Sardarov
Yuri Sardarov (Bakoe, 28 januari 1988) is een in toenmalige Azerbeidzjaanse Socialistische Sovjetrepubliek (nu bekend als Azerbeidzjan) geboren Amerikaans acteur en filmproducent.

## Biografie
Sardarov werd geboren in Bakoe en emigreerde met zijn familie als vluchtelingen op tweejarige leeftijd naar Amerika. Hij doorliep de high school aan de Glenbrook North High School in Northbrook (Illinois), waar hij in 2006 zijn diploma haalde. In 2010 studeerde hij af met een bachelor of fine arts in theaterwetenschap aan de Universiteit van Michigan in Ann Arbor. 
Sardarov is begon in 2008 met acteren in de korte film Dupe, waarna hij nog meerdere rollen speelde in films en televisieseries. Hij is vooral bekend van zijn rol als Otis in de televisieserie Chicago Fire waar hij in 161 afleveringen speelde (2012-2019).

## Filmografie

### Films
Uitgezonderd korte films.
- 2021 Amy and Peter Are Getting Divorced - als Sam
- 2020 Quad - als Nick Kahn
- 2012 Argo - als Rossi
- 2011 The Double - als Leo
- 2011 The Ides of March - als Mike
- 2011 S.W.A.T.: Firefight - als mr. Krav

### Televisieseries
Uitgezonderd eenmalige gastrollen.
- 2022 The Rookie - als Trevor Gurin - 2 afl.
- 2012-2019 Chicago Fire - als Otis - 161 afl.
- 2014-2017 Chicago P.D. - als Otis - 6 afl.
- 2014 Chicago Fire: I Am a Firefighter - als Otis - miniserie

### Filmproducent
- 2013 Apex - televisieserie
- 2011 Agoraphobia at 2530 Brian Dr. - korte film
- 2010 Lift Gate - korte film

- Library of Congress Control Number: no2017090520
- Virtual International Authority File: 30150030546810960494
- WorldCat: E39PBJtMmybrc9Yc9H8bJwWRrq